# Yamada Moritarō

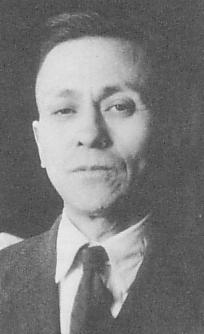
Yamada Moritarō

Yamada Moritarō (japanisch 山田 盛太郎; geboren 29. Januar 1897 in der Präfektur Aichi; gestorben 27. Dezember 1980) war ein japanischer Marxist und Professor an der Universität Tokyo.

## Leben und Werk
Yamada Moritarō machte 1923 seinen Abschluss an der Wirtschaftswissenschaftlichen Fakultät der Universität Tōkyō, wurde dann Assistent und 1925 Assistenzprofessor. Nach dem Studium des „Kapitals“  von Marx schrieb er eine „Einführung in die Analyse von Produktionsprozessen“ (再生産過程表式分析序論), die 1931 erschien.
1930 wurde er im Zusammenhang mit dem „Zwischenfall mit Sympathisanten der Kommunistischen Partei“ (共産党シンパ事件; Kyōsantō shimpa jiken) festgenommen und musste die Universität verlassen. In dieser Zeit beteiligte er sich, zusammen mit Noro Eitarō,  Ishida Yoshimichi  und anderen an dem siebenbändigen Lehrbuch „Entwicklungsgeschichte des Kapitalismus“ (日本資本主義発達史講座, Nihon shihonshugi hattatsu-shi kōza). Sein Buch, „Analyse des japanischen Kapitalismus“ (日本資本主義分析, Nihon shihonshugi buseki), eine Sammlung von Beiträgen, wurde zur theoretischen Grundlage für die sogenannte Kōza-Faktion. 1936 wurde er wieder festgenommen, diesmal im Zusammenhang mit dem „Kommunistische-Akademie-Zwischenfall“ (コム・アカデミー事件). Es kam jedoch nicht zu einer Anklage. 
Nach dem Pazifikkrieg gelang es ihm, zusammen mit Ōuchi Hyōei und anderen, die Wirtschaftswissenschaftliche Fakultät an der Universität Tōkyō wieder aufzubauen. Er lehrte dort, aber auch an der Agrarwissenschaftlichen Fakultät. 1948 gründete er die „Vereinigung zur Geschichte des Grundbesitzes“ (土地制度史学会, Tochiseidō-shi gakkai). 1957 ging Yamada in den Ruhestand, wirkte danach noch an anderen Universitäten.
Zu Yamadas wichtigen Werken gehört die „Studie zur Produktivität der Landwirtschaft in Japan“ (日本農業生産力構造, Nihon nōgyō seisanryoku kōzō) aus dem Jahr 1960. Nach seinem Tode erschien von 1981 bis 1983 sein Gesamtwerk als „山田盛太郎著作集“ in fünf Bänden.